# The Heck with Hollywood!
The Heck With Hollywood! és un documental estatunidenc del 1991 sobre les tribulacions del rodatge d'una pel·lícula independent, dirigida per Doug Block.

## Repartiment
- Gerry Cook - Ell mateix
- Jennifer Fox - Ella mateixa
- Peter M. Hargrove - Distribuïdor donant la mà a l'ascensor
- Ted Lichtenfeld - Ell mateix